# Пассионарный признак
Пассионарный признак — в пассионарной теории этногенеза, рецессивный генетический признак, обусловливающий пассионарность, то есть, повышенную абсорбацию особей биохимической энергии из внешней среды и выдачу этой энергии в виде работы.
Термин введен Л. Н. Гумилёвым на основе ряда эмпирических обобщений, позволяющих искать причину роста пассионарности этноса в области генетики.